# СЦБ
Сигналіза́ція, централіза́ція і блокува́ння (СЦБ) — комплекс технічних засобів, за допомогою яких забезпечується необхідна пропускна спроможність ділянок залізниць та безпечний рух поїздів. За допомогою пристроїв СЦБ виконують автоматичний контроль стану ділянок залізниць з метою передачі усієї інформації локомотивним бригадам та іншим працівникам залізниць.
У перші десятиліття існування залізниць безпека руху поїздів забезпечувалася за рахунок співробітника залізниці, який подавав сигнали ріжком. Згодом на станціях встановили шнурову систему управління семафорами. Стрілки для приймання потягів на той чи інший шлях здебільшого переводили стрілочники.
Від 40-х технологічне оснащення залізниць почало поліпшуватися. Був налагоджений серійний випуск електромагнітних реле та суперсхем, що керують цими реле. Залізничні станції в масовому порядку були обладнані релейною централізацією з поступовим збільшенням кількості реле на одну стрілку). Сьогодні у всьому світі безпека руху поїздів забезпечується за допомогою мікропроцесорних систем. На Українських залізницях переоснащення такими системами протікає повільно через брак коштів, низьку рентабельність встановлення таких систем і неможливість виробництва повноцінних вітчизняних мікропроцесорних систем. Основна проблема — це занедбаність заводів, які можуть випускати напівпровідники спеціально для залізничної галузі, деякі заводи випускають напівпровідники для залізниці, проте у відповідальних схемах використовуються іноземні елементи.

## Історія СЦБ
Оскільки вже в 1920-ті роки телефонний зв'язок і електрожезлова система не могли забезпечити потрібну пропускну здатність на залізницях, в цей період почалося вдосконалення систем сигналізації та зв'язку на залізницях. Основні положення щодо застосування автоблокування на залізницях були розроблені в кінці двадцятих років професором Я. М. Гордієнком. Він створив систему чотиризначного автоблокування для одноколійних ділянок, що дозволила значно збільшити їх пропускну спроможність.
З середини тридцятих років починається масове будівництво систем релейної централізації. У праці «Основи диспетчерської централізації на залізничному транспорті» під керівництвом професора М. В. Лупала були розроблені принципи побудови системи диспетчерської централізації. Основи нових систем електричної централізації управління стрілками і сигналами були описані в його ж книзі «Електрична централізація стрілок і сигналів». Перша станція на території колишнього СРСР з безконтактною централізацією була використана на станції Резекне в 1968 році.
Період 1980-1990-х років відомий впровадженням мікропроцесорних та комп'ютерних засобів залізничної централізації. Поява мікропроцесорної бази активувала будівництво нових станційних систем. Перша система СЦБ із застосуванням комп'ютерних технологій була побудована в Швеції на станції Гетеборг (1975). Система була розроблена компанією Telefon AB LM Ericsson і заснована на роботі двох комп'ютерів в режимі реального часу. Один з них був включений, інший — просто готовий до роботи. У СРСР в розробці мікропроцесорної СЦБ брали участь залізничні інститути Санкт-Петербурга, та Харкова. У розробці комп'ютерної СЦБ взяли участь наступні компанії: Ericsson (Швеція), SEL, SEG, Siemens (Німеччина), Alcatel (Франція), JNR (Японія), DSI (Данія).
Вперше на території країн СНД система мікропроцесорної централізації введена в 2008 р. на промисловому транспорті України.[джерело?]
Система мікропроцесорної централізації (МЦП) була розроблена Науково-виробничим підприємством «САТЕП» (Україна) під керівництвом професора Харківської Державної Академії Залізничного Транспорту В. Ф. Кустова.[джерело?]
Рейкові кола, як найбільш ненадійні і небезпечні пристрої СЦБ, були замінені мікропроцесорними пристроями контролю колійних ділянок на основі рахунку осей рухомого складу; управління стрілками, сигналами та переїздами забезпечено мікропроцесорними об'єктними контролерами, функціональна і логічна безпека забезпечена за рахунок багатоканальної резервованої структури під комп'ютерним управлінням за мажоритарним принципом.